# Distrito de Famagusta

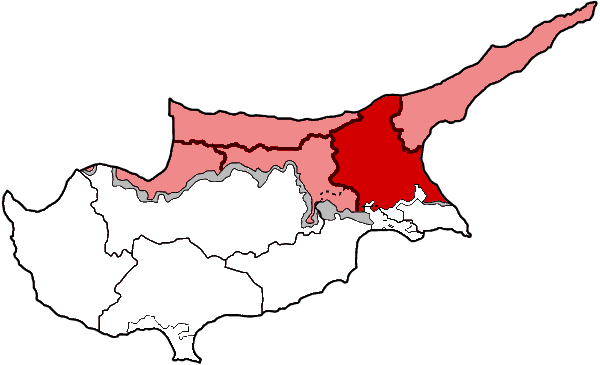
El distrito turco de Gazimağusa (en marrón) dentro de la República Turca del Norte de Chipre (TRNC) desde 1974

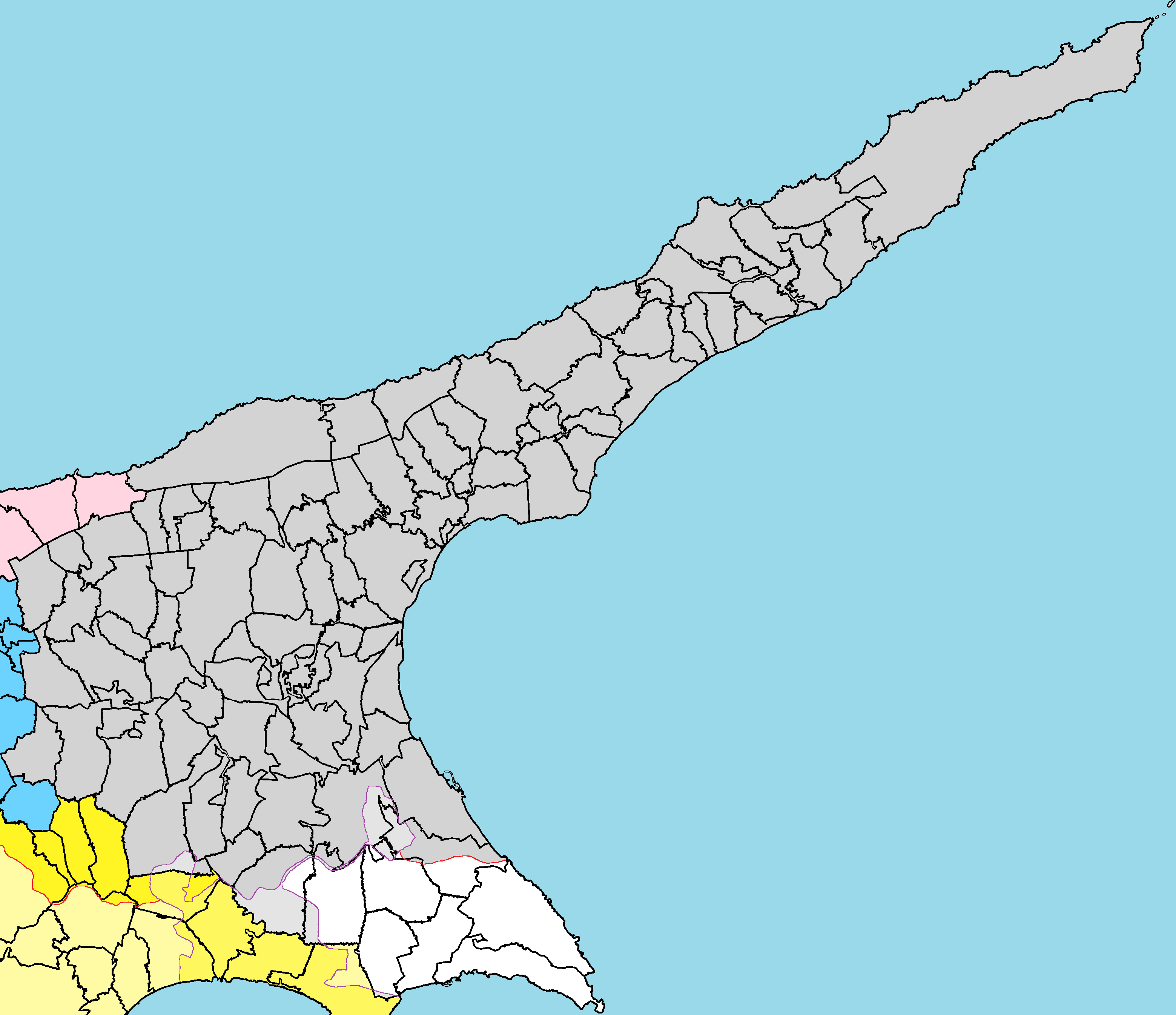
La comarca de Famagusta se divide en municipios

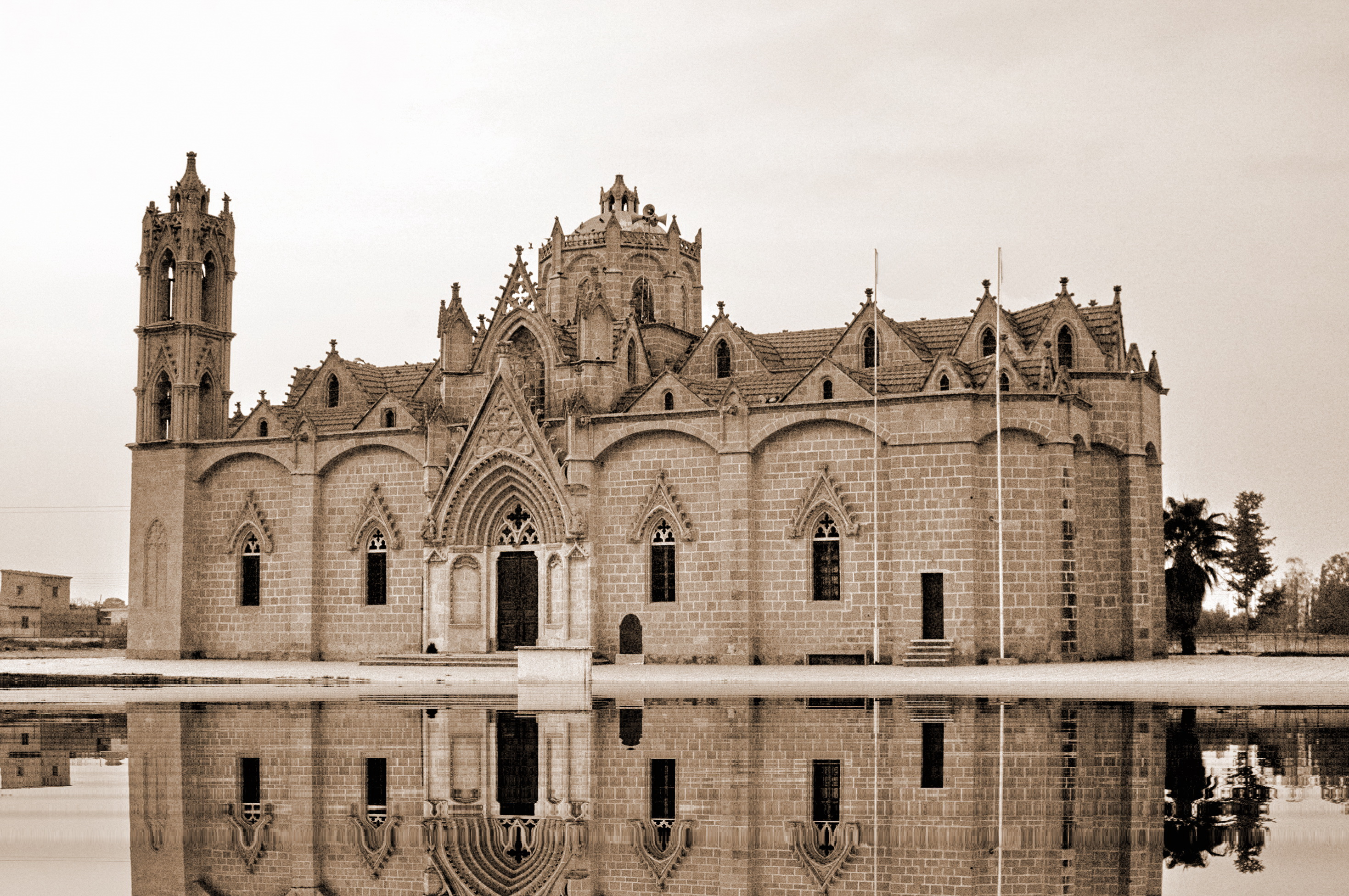
Iglesia ortodoxa del pueblo de Lisi

Famagusta es uno de los seis distritos en los que se encuentra dividida la República de Chipre. Su principal ciudad es el puerto más importante de la isla, de Famagusta. La ciudad de Famagusta está controlada por la República Turca del Norte de Chipre y funciona como el centro administrativo del Distrito de Gazimağusa, uno de los cinco distritos en los que se divide ese estado de facto. 
La mayor parte del distrito, incluida la ciudad principal, está de hecho controlada por el norte de Chipre, solo una pequeña área en el sur está administrada por la República de Chipre. Esta parte sur del distrito tiene una población de 46 629. La parte norte del distrito de Famagusta corresponde a los distritos de Gazimağusa e İskele.
Debido a su pequeño tamaño, la administración distrital también actúa como representante de los residentes desplazados de la zona de facto.
Había una población de 37 738 personas en 2001, 44 800 en 2009 y 46 452 en 2011. De estos, 37 016 personas. - Griegos (79,7 %). En 2021, el número total pasó a 54.318 personas.
La temperatura más alta en Chipre se midió en la ciudad de Lefkoniko en la región de Famagusta, para ser exactos, 46,6 °C, el 1 de agosto de 2010.
varosha
Es un barrio de Famagusta. Desde los años 70 Varosha es un pueblo fantasma, ya que la población evacuó el lugar durante la guerra contra los turcos. Los edificios han estado abandonados durante más de treinta años, por lo que la ciudad se está arruinando lentamente.

## Administración
Existe una administración de distrito en "exilio" y se encuentra establecida en la parte del distrito controlado por la República de Chipre. Esta parte del distrito tenía una población de 37 738 habitantes (2001).
La mayor parte del distrito ha estado bajo control turco desde la invasión de ese país en 1974. Desde entonces, la sección del noreste, incluyendo la península de Karpasia, ha sido administrada por separado bajo el título de Distrito de İskele, una división no reconocida por la República de Chipre.

## Geografía
El cabo Greco, también conocido como "Capo Greco" (italiano, griego: Κάβο Γκρέκο "capo greco"), es un promontorio de la parte sureste del distrito. Se encuentra en el extremo sur de la bahía de Famagusta. Este lugar es muy frecuentado por los turistas por su belleza natural. Es un parque natural costero y se encuentra bajo protección gubernamental.

## Condados
Según el Servicio de Estadística de Chipre, el distrito de Famagusta consta de 90 municipios y 8 ciudades.
Municipios
- Akanthou
- Ayía Napa
- Deryneia
- Famagusta
- Lefkoniko
- Lysi
- Paralimni
- Sotira

Pueblos
- Acheritou
- Achna
- Afania
- Agia Trias
- Agios Andronikos
- Agios Andronikos
- Agios Chariton
- Agios Efstathios
- Agios Georgios
- Agios Iakovos
- Agios Ilias
- Agios Nikolaos
- Agios Sergios
- Agios Symeon
- Agios Theodoros
- Aloda
- Angastina
- Ardana
- Arnadi
- Artemi
- Asha
- Avgolida
- Avgorou
- Bogazi
- Davlos
- Enkomi
- Eptakomi
- Flamoudi
- Frenaros
- Gaidouras
- Galateia
- Galinoporni
- Gastria
- Genagra
- Gerani
- Gialousa
- Goufes
- Gypsou
- Kalopsida
- Knodara
- Koilanemos
- Koma tou Gialou
- Komi Kebir
- Kontea
- Kornokipos
- Koroveia
- Kouklia
- Krideia
- Lapathos
- Leonarisso
- Limnia
- Liopetri
- Livadia
- Lythrangomi
- Makrasyka
- Mandres
- Maratha
- Marathovounos
- Melanagra
- Melounta
- Milia
- Monarga
- Mousoulita
- Neta
- Ovgoros
- Patriki
- Peristerona
- Perivolia tou Trikomou
- Pigi
- Platani
- Platanissos
- Prastio
- Psyllatos
- Pyrga
- Rizokarpaso
- Santalaris
- Sinta
- Spathariko
- Strongylos
- Stylloi
- Sygkrasi
- Tavros
- Trikomo
- Trypimeni
- Tziaos
- Vasili
- Vathylakas
- Vatili
- Vitsada
- Vokolida